# Grand Pavois de Paris
| Dieser Artikel wurde auf der Qualitätssicherungsseite des WikiProjekts Planen und Bauen eingetragen. Dies geschieht, um die Qualität der Artikel aus den Themengebieten Bautechnik, Architektur und Planung auf ein akzeptables Niveau zu bringen. Dabei werden Artikel, die nicht maßgeblich verbessert werden können, möglicherweise in die allgemeine Löschdiskussion gegeben. Hilf mit, die inhaltlichen Mängel dieses Artikels zu beseitigen, und beteilige dich an der Diskussion! |

Der Grand Pavois de Paris ist ein großer Immobilienkomplex in Paris, Frankreich.

## Lage und Zugang
Es ist einer der größten Immobilienkomplexe in Paris, der einen gesamten Block zwischen den Straßen Rue Vasco-de-Gama, Lourmel, Lecourbe und Leblanc im 15. Arrondissement einnimmt.
Dieser Standort wird von den U-Bahn-Stationen Lourmel und Balard der Linie 8 sowie den Straßenbahnstationen Balard und Desnouettes der  Linie 3 bedient.

## Geschichte und Beschreibung
Von 1969 bis 1971 in zwei Phasen von den Architekten Jean Fayeton (* 1908) und Michel Herbert für Cogedim erbaut, besteht es aus zwei sich kreuzenden Gebäuden:
- Eines mit vier Stockwerken, annähernd elliptisch, nur an der Ecke Vasco-de-Gama / Lourmel durch ältere Gebäude unterbrochen,
- das andere mit 16 Stockwerken, in Form eines Bumerangs.

Das Gebäude verfügt über mehrere Gärten:
- einen zentralen Stadtpark,
- mehrere dekorative Gärten außerhalb des Gebäudes.

Das Gebäude beherbergt auch viele Geschäfte (einen Supermarkt, ein Nähgeschäft, eine Apotheke usw.), von denen einige über eine Einkaufspassage im Erdgeschoss verteilt sind, sowie viele freie Berufe. Es beherbergte auch bis 2007 ein gleichnamiges Kino.
Der Großteil des Gebäudes wird von über 600 Wohneinheiten belegt. Die südöstliche Fassade des 16-stöckigen Gebäudes besteht vollständig aus Balkonen, die auch die nördlichen und südlichen Giebel ausstatten. Aufgrund seiner Bevölkerung und der Vielzahl an angebotenen Dienstleistungen kann der Grand Pavois als eine eigene Stadt betrachtet werden.
Im Jahr 2021 ist der Grand Pavois einer der drei Komplexe, die im Rahmen des Projekts „Gebäude zum Teilen“ unter der Schirmherrschaft des Pavillon de l’Arsenal einer Konsultation unterzogen wurden, einer prospektiven Studie zur Transformation des Wohnungseigentumsregimes in Paris.

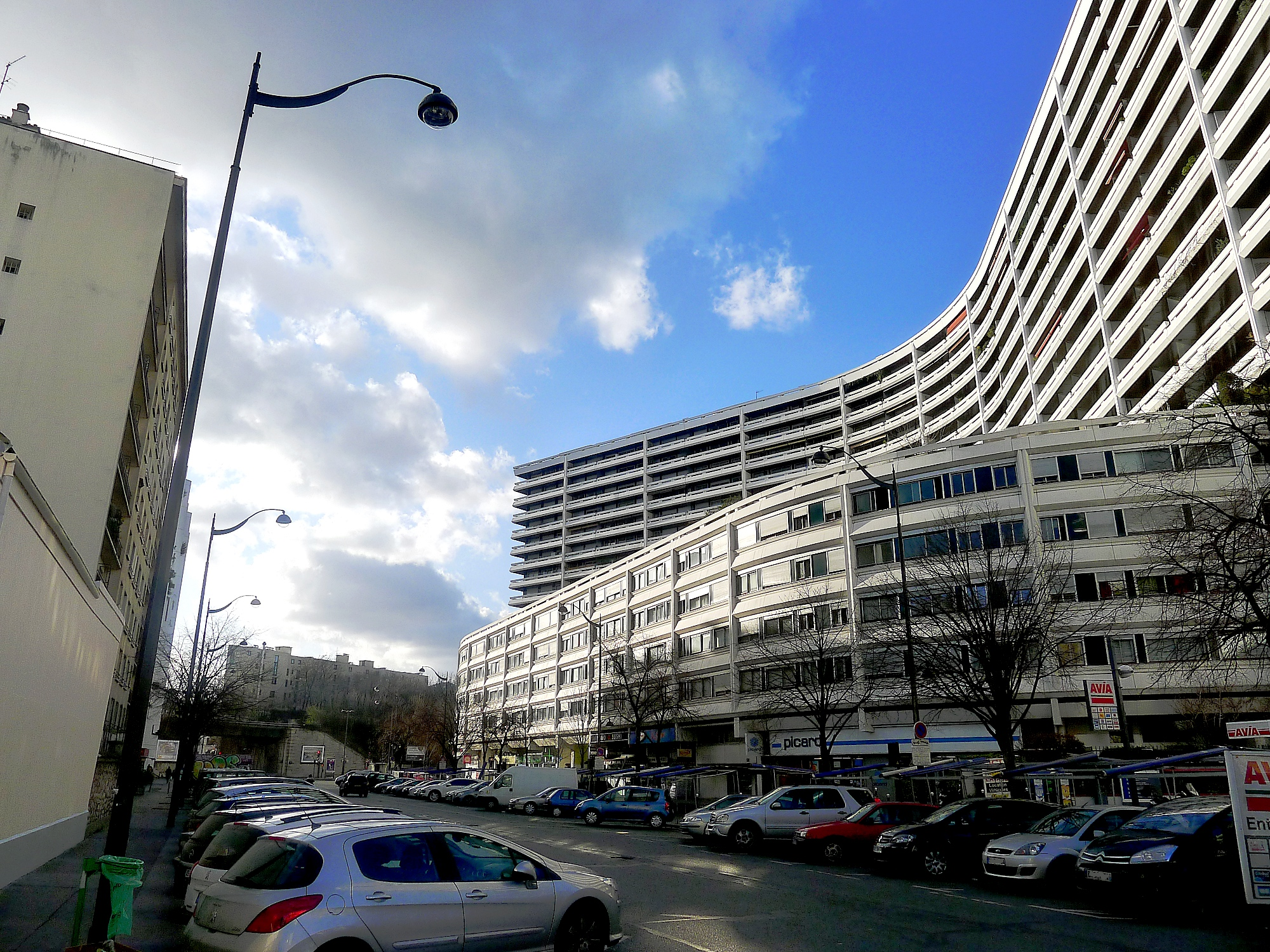
Der Grand Pavois, gesehen vom Place Robert-Guillemard
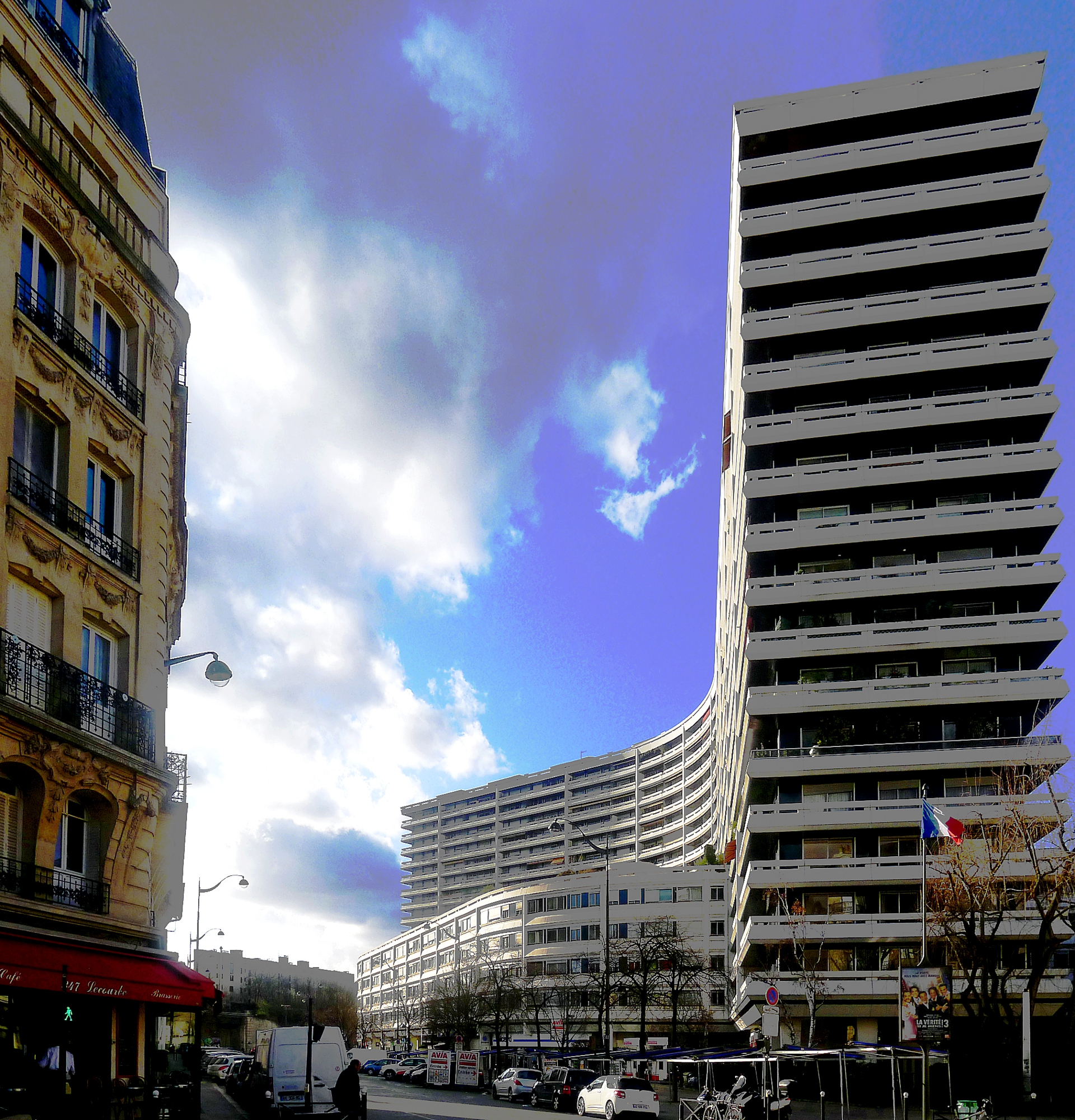
Der Grand Pavois, gesehen von der rue Lecourbe

## Etymologie
Der Name des Apartmentkomplexes stammt von einem französischen Wort, das mit der Navigation zu tun hat: „le pavois“ ist der Teil des Schiffsrumpfes, der sich oberhalb des Decks befindet: das Schanzkleid. Das Kino, Le Grand Pavois, das 2007 geschlossen wurde, benannte seine Vorführräume ebenfalls mit navigationsbezogenen Namen: Bâbord (Backbord), Tribord (Steuerbord), Vasco de Gama und Amirauté (Admiralität).

## Referenzen
1. ↑  Le Grand Pavois, Paris | 268901. Emporis, archiviert vom Original am 16. September 2021; abgerufen am 4. Juni 2024 (englisch).
2. ↑  Le Grand Pavois (Paris, France). In: pss.archi.eu. Abgerufen am 4. Juni 2024 (französisch).
3. ↑  Jardin du Grand Pavois. In: paris.fr. Abgerufen am 4. Juni 2024 (französisch).
4. ↑  Immeubles à partager : Étude pour la mutation des grandes copropriétés parisiennes. In: pavillon-arsenal.com. Abgerufen am 4. Juni 2024 (französisch).
5. ↑  Ancien cinéma Le Grand Pavois à Paris. auf salles-cinema.com. Abgerufen am 4. Juni 2024 (französisch).